# 安達成彦
安達 成彦（あだち なるひこ、1967年 - ）は、日本の男性声優、俳優、音響監督、演出家、脚本家、小説家、講師。
勝田声優学院第3期卒業。所属は、フリー。以前は、勝田声優学院で文芸・演出の講師をしていた。

## 出演作品

### OVA
- 超時空ロマネスク SAMY MISSING・99（魔物・男E）
- メガゾーン23

### ゲーム
1998年
- エンドセクター
- 金田一少年の事件簿2 地獄遊園殺人事件
- 精霊召喚 〜プリンセス オブ ダークネス〜　※PS
- 1on1（マッシュ、マンベエ）

## 音響監督

### ゲーム
- ブタゲーでもいいんじゃない？[3]（PSゲーム、株式会社シャングリラ）※音響監督、シナリオ・デヴェロップメント
- ミルキィハミング（Windowsゲーム、メドゥーサ）※音響監督、シナリオ・デヴェロップメント
- ヘビーギアII（Windows 98ゲーム）※録音演出
- オデオン（Windows 98ゲーム）※録音演出

## 脚本・演出

### テレビアニメ
- ガイスターズ FRACTIONS OF THE EARTH　※日韓合作アニメ　※全26話シリーズ構成、脚本

### ラジオドラマ
- SF名作シアター（ラジオたんぱ）
  - 銀河パトロール　レンズマン（徳間ジャパンコミュニケーションズ・CD全3巻）※全12話・脚本、演出補
  - 渦動破壊者 ヴォルテックス・ブラスター（徳間ジャパンコミュニケーションズ・CD全3巻）※全12話・脚本、演出補
- サイキックフォース（ブロッコリー (企業)・CD全1巻）※全3話・脚本、演出補

## 小説
- ロード・オブ・フィスト 猛龍武星（電撃hp(アスキー・メディアワークス)）

## 講師
- 勝田声優学院（水曜ジム常勤、選抜チーム顧問）
- バンタン電脳情報学院（常勤講師(2003年3月閉講)）